# キンダーホア

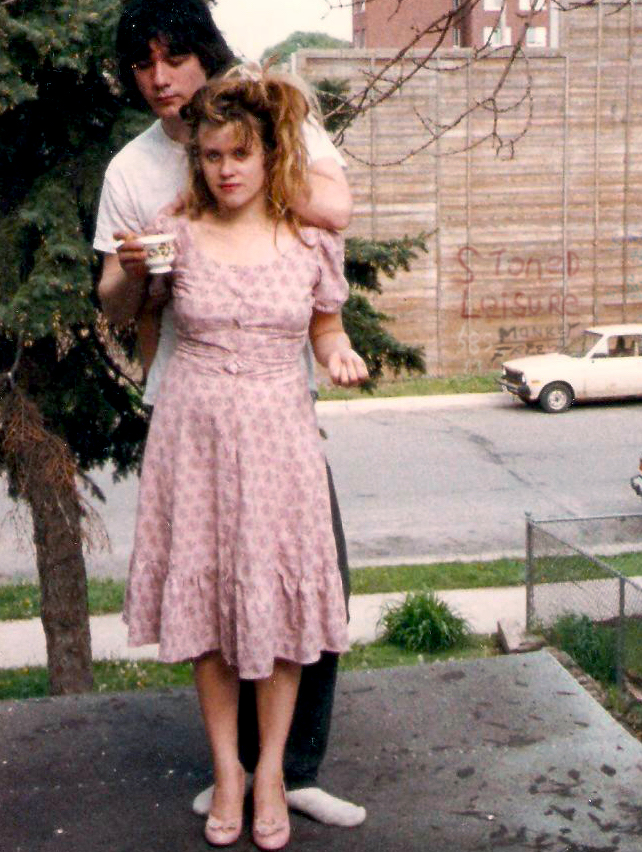
ベイブズ・イン・トイランドのキャット・ビーエランド。1992年撮影

キンダーホア（Kinderwhore）は、1990年代前半から半ばにかけて、アメリカの女性グランジ・バンドを中心に流行したファッション・スタイルである。
このファッションにおいては、ボロボロになった丈の短いベビードールや、ピーターパン・カラーのついたドレス、スリップ、ニーソックス、 暗色系のアイライナーをはじめとする濃い化粧、バレッタ、レザーのブーツやメリージェーン（靴の一種）などがよく用いられる。
カナダのロック・バンド、ホワイト・ラングのミッシュ・ウェイは、「漫画的なまで強調した女性らしさや優等生的な要素と、それを台無しにする対照的な要素をあえて組み合わせたのではないか」（ "intentionally taking the most constraining parts of the feminine, good-girl aesthetic, inflating them to a cartoon level, and subverting them to kill any ingrained insecurities."）と分析している。
また、ウェイは、キンダーホアが一見すると非常に女性的だとしつつも、実際ステージに立った時の彼女たちは「堂々とした姿勢で、武器のようにギターを投げ捨てたり、フェミニズムを題材とした聡明な歌詞を叫ぶように歌う」と説明し、このようなステージ衣装を通じて、典型的な美の世界における文化的な重要性に疑問を投げかけていると述べている。

## 歴史
キンダーホアの起源ははっきりしておらず、ベイブズ・イン・トイランドのキャット・ビーエランドがこのような格好でステージに上がったのが最初とされている一方、このスタイルを広めたのはビーエランドの元ルームメイトであるホールのコートニー・ラブ とされている。
また、「キンダーホア」という名称は、雑誌『メロディ・メイカー』のエヴァレット・トゥルーがつくりだした。
ラブは、1994年のインタビューの中で、以下のように述べている。
私は心の奥底で、自分がロックミュージックの性心理的な側面を変えているんだ、って思いたいです。私は自分に魅力がない、と思っているわけではありません。私はいますごくホットだと思っているので、キンダーホア的なことはしていたとは思っていませんでした。私はそれがより魅力的になるために使われているのを見た時、超むかつきました。私はもともと『何がジェーンに起ったか?』のつもりで始めました。私の視点は皮肉だったんです。

I would like to think—in my heart of hearts—that I'm changing some psychosexual aspects of rock music. Not that I'm so desirable. I didn't do the kinder-whore thing because I thought I was so hot. When I see the look used to make one more appealing, it pisses me off. When I started, it was a What Ever Happened to Baby Jane? thing. My angle was irony.
また、ラブはこのスタイルについて、オーストラリアのロックバンド・ディヴァイナルズの中心人物クリスティーナ・アンフレットや、1991年にホールと一緒にツアーを回ったデイジー・チェインソーのケイティ・ジェーン・ガーサイドから影響を受けたと話している 。
1994年にはこのスタイルが流行した

## 後世への影響
2019年、バットシェバ・ヘイはコートニー・ラブのキンダーホア的美学をインスピレーションとして挙げている。 
ガイ・マンコウスキによる2020年の小説『Dead Rock Stars』には、「ケルブ」（Cherub）というキンダーホア・バンドが登場しており、同バンドのリードシンガー・エマのセリフでは、このファッションについて「ハリウッドのきらびやかなティアラにサテンのドレス…に女の子っぽくってひねくれた感性」（ 'Hollywood glamour of tiaras and satin dresses... with a twisted, girlish sensibility.'）と描写されている。